# The White Buffalo (músico)
The White Buffalo es el apodo/nombre artístico del músico, cantante y compositor estadounidense cuyo nombre es Jake Smith.

## Carrera y vida tempranas
Nacido en Oregón en 1974/1975, y criado en California, Jake Smith creció escuchando música de country y punk rock. Estudió historia en la Universidad. Las influencias más grandes en su carrera artística son cantantes de folk como Bob Dylan y Leonard Cohen.
Un barítono, Smith es conocido para su amplia gama de tonos dentro de sus canciones, incorporando los silbidos en sus canciones (en lugar de la armónica a menudo usada en música folk americana) y sus referencias líricas a Dios y a la guerra. Su estilo musical ha sido comparado al del fallecido cantante y compositor Richie Havens .

El primer álbum de larga duración de The White Buffalo, Hogtied Like a Rodeo, se estrenó en 2002. Esto fue seguido por The White Buffalo EP, producido por Eels´ Koool G Murder, que Smith afirma que trata sobre "las relaciones, el amor, la pérdida y el alcohol y con una mezcla de asesinatos". Este EP se basa  musicalmente en folk acústico y en country blues.  En la sala de estar de un amigo en 2008 volvió a grabar su primer álbum, llamándolo Hogtied Revisited. Musicalmente, este álbum de 2008 es una mezcla entre folk, rock moderno y country alternativo.
Cuando una cinta de Smith cayó en manos del surfista profesional Chris Malloy, una de sus canciones, "Wrong", apareció en su famosa película de surf, Shelter. Esto pronto le llevó a trabajar como compositor, con muchas de sus canciones en exitosos programas como el hit de FX, Hijos de la Anarquía y Californication
En 2010, un segundo EP, Prepare for Black and Blue, fue grabado en seis días y producido por Jimmy Messer y lanzado a través de la discográfica Chad Stokes' Ruffshod y producida por Nettwerk Records a principios de ese año. Una vez más, está basado musicalmente en el folk. La música y el artista captaron la atención de Bruce Witkin y Ryan Dorn de Unison Music, quienes luego firmaron con The White Buffalo y coprodujeron Once Upon a Time in the West. Este álbum pasó a un sonido de rock más radical, mientras que algunas canciones aún conservan un estilo folk.
En 2013, un cuarto LP, Shadows, Greys, y Evil Ways, fue lanzado por Unison Music Group. Esto fue musicalmente una mezcla de folk rock y blues rock. El LP tuvo críticas positivas, incluida NY1, que decía: "Desde la obra Living with War de Neil Young, no ha habido una declaración artística tan fuerte sobre las bases de este país".
En 2015, se lanzó el álbum Love and the Death of Damnation. Musicalmente es muy variado, con varias canciones basadas en "roots rock", mientras que la canción "Chico" incorpora música latina, "Last Call To Heaven" fusionó folk, blues y jazz, y "Come On Love, Come On In" es del género "soul song"
En 2016 The White Buffalo ganó suficiente popularidad como para inspirar a un grupo de covers. Tocaron bajo el nombre Into the Sun, después de una canción favorita de The White Buffalo hasta que perdieron a su guitarrista, Robert Elliot, el 16 de abril de 2017.
En agosto de 2017, Smith lanzó dos canciones de su próximo álbum Darkest Darks, Lightest Lights, los sencillos "Avalon" y "The Observatory". El sencillo "Avalon" fue descrito por Billboard como una "canción expansiva de rock teñida de country" y cuenta la historia del viaje de un hombre díscolo a la paz. "The Observatory" es una mezcla de rock suave y country-folk.
Darkest Darks, Lightest Lights se lanzó en octubre de 2017 con críticas positivas, y fue el álbum de rock más electrizante de Smith. Musicalmente, el álbum es una mezcla de rock alternativo, blues, country y folk.
El álbum "On The Window's Walk" fue lanzado en 2020, contando con 11 canciones dentro de las cuales destacan ritmos más tranquilos, cantando sobre amor y lleno de metáforas alegóricas a esto.
Para el año 2022, Jake Smith iniciaría la promoción de su nuevo álbum "Year Of The Dark House", que contaría con 12 canciones, las cuales contaban cada una de estas con un video propio, lanzando la totalidad de su proyecto artístico con anticipación en el mes de septiembre por la plataforma Veeps, Jake Smith definió este como un álbum conceptual, de gran alcance en materia de sonido y exuberante, como una forma de reinventar las cosas que han definido su carrera musical.

## Otras actividades

### Hijos de la Anarquía
Jake Smith (The White Buffalo) cantó en la canción final de la temporada 7, "Come Join The Murder", interpretada por The Forest Rangers y escrita por el creador, actor y productor ejecutivo de Sons of Anarchy, Kurt Sutter. Otras canciones de The White Buffalo que aparecieron en Sons of Anarchy incluyen "Matador", "Damned", "Wish It Was True", "House of The Rising Sun" (cover de The Forest Rangers) "," The Whistler "," Set My Body Free "," Sweet Hereafter ","Oh Darling, what have I done" and "Bohemian Rhapsody  (portada de The Forest Rangers) ".

### Ernie Ball presenta Capturing The White Buffalo
En junio de 2015, Ernie Ball presentó una decena de docu-series titulado "Ernie Ball presenta Capturando The White Buffalo: la grabación de un compositor americano", que siguió a Jake cuando grabó su álbum, Love and the Death of Damnation. La serie buscaba mostrar al público el proceso de Jake "desde la inspiración, a escribir, afinar, grabar y mezclar, ensayar y tocar en vivo", para que pudieran "experimentar las pruebas y tribulaciones de un trovador moderno". Inicialmente, se lanzó el avance el 18 de mayo de 2015. El primer episodio se estrenó el 19 de junio de 2015, y cada episodio posterior se lanzó una vez por semana cada viernes antes del lanzamiento del álbum el 21 de agosto de 2015.

## Tours

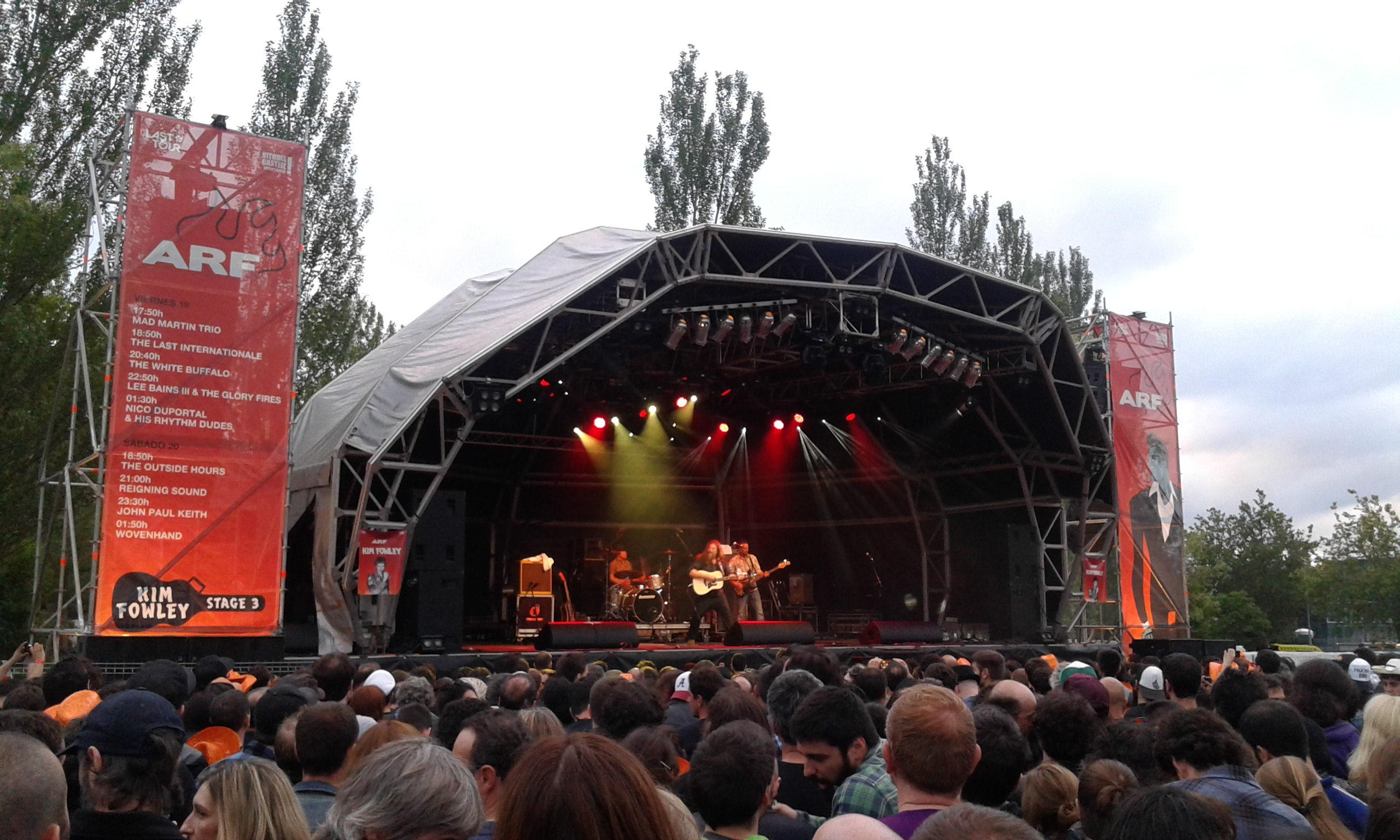
Actuación de The White Buffalo en 2015 (Azkena Festival de Rock, Vitoria).

Con el paso de los años, The White Buffalo ha tocado en numerosos shows tanto nacional como internacionalmente con artistas como Ryan Bingham, Donovan Frankenreiter, Gomez Xavier Rudd, State Radio, Jack Johnson, Ziggy Marley y Grace Potter and the Nocturnals, entre muchos otros.

## Premios y nominaciones
The White Buffalo fue nombrado como uno de los doce artistas a ver en la Winter Music en 2012.
El EP digital de White Buffalo, Lost and Found, lanzado el 12/6, con "Wish It Was True" que se escuchó en Sons of Anarchy (Temporada 3), fue nombrado Billboard Folk Chart "HOT SHOT DEBUT". "House of the Rising Sun" con The Forest Rangers también apareció en la Temporada 4 de Sons of Anarchy.
The White Buffalo actuó en el Bonnaroo Festival en 2011 y en el The Living Room Sessions en diciembre de 2011
```
En agosto de 2014, The White Buffalo interpretó sus canciones "This Year" y "The Whistler" en el 
Jimmy Kimmel Live!
.
```

## Discografía

### Álbumes de estudio
- Hogtied Like a Rodeo (publicado de forma independiente, 2002)
- Hogtied Revisited (publicado de forma independiente, 2008)
- Once Upon a Time in the West (Unison Music Group, 2012)
- Shadows, Greys, and Evil Ways (Unison Music Group, 2013)[5]
- Love & The Death of Damnation (Unison Music Group, 2015)
- Darkest Darks, Lightest Lights (Thirty Tigers, 2017)
- On the Widow's Walk (GS Records, 2020)
- The Year Of The Dark Horse (Universal Music Operations Limited, 2022)

### EP
- The White Buffalo (publicado de forma independiente, 2002)
- Prepare for Black and Blue (Ruffshod/Nettwerk Records, 2010)
- Lost and Found (Unison Music Group, 2011)

### Bandas sonoras
- Songs of Anarchy: Music from Sons of Anarchy Seasons 1-4 (FX Studios, 2011)
- Safe Haven (Relativity Music, 2013)
- The Lone Ranger (Walt Disney Records, 2013)
- West of Memphis (Legacy Recordings, 2014)[6]
- Songs of Anarchy, Vol. 4 Music from Sons of Anarchy (FX Studios, 2015)
- I Know You (Halo Wars 2 - E3 trailer, 2016)

## Licencia de televisión
Con su colaboración con "Wrong" en la película Shelter de Chris Malloy, The White Buffalo ha ganado numerosos éxitos por la composición y grabación con tres de sus canciones presentadas en la exitosa serie de FX Sons of Anarchy y Showtime's Californication, así como comerciales para Wal-Mart.